# NO GOOD
『NO GOOD』（ノー・グッド）は、N/Aの1枚目のフル・アルバム。2020年9月9日にGo Good Records/NOMAD RECORDSから発売。

## 概要
N/Aとして共同プロジェクト始動後、初となるCD作品リリースである。
Blu-ray付初回限定盤A、B、DVD付初回限定盤A、B、通常盤の5形態でのリリース。
初回限定盤Aにはリード曲「NO GOOD」のMVと「THE MEN IN THE ARENA」ムービー、それらのメイキング映像、インタビュー映像を収録。
初回限定盤Bには自身の公式YouTubeチャンネル「NO GOOD TV」の新企画であるアルバム特別バージョンを収録。
通常盤にはボーナス・トラックとして、ジャニーズ事務所所属時に共同で制作し、コンサートなどで披露されていた「Hey Girl」を収録。
本作からは、6月19日に「NO GOOD」、8月21日に「Kingdom」が各種音楽配信プラットフォームにて先行配信された。また、8月21日には「NO GOOD」のMVも公開された。
リリースは赤西と錦戸それぞれの自主レーベルの共同レーベル「Go Good Records/NOMAD RECORDS」からであるが、CDの品番は「Go Good Records」となっている。

## 販売形態
- 初回限定盤A（GOGOOD-037：CD+Blu-ray、GOGOOD-038：CD+DVD）

フォトブック封入
- 初回限定盤B（GOGOOD-039：CD+Blu-ray、GOGOOD-040：CD+DVD）

ライブフォトブック封入
スリーブケース付きBOX仕様
- 通常盤（GOGOOD-041）

## 収録曲

### CD
1. N/A Introduction (Instrumental) - [1:03]
作曲：赤西仁, Chevy Legato, ES-PLANT
Additional Vo.：Chevy Legato
2. Get Loose - [3:00]
作詞・作曲：赤西仁, Chevy Legato, ES-PLANT
3. NO GOOD - [2:57]
作詞・作曲：赤西仁, Chevy Legato, ES-PLANT
Additional Vo.：Chevy Legato, Yui Mugino
  - YouTube『NO GOOD TV』テーマソング
4. Not Bad - [3:40]
作詞・作曲：錦戸亮
5. ラップダンス - [3:27]
作詞：錦戸亮, Chevy Legato, Taku Goto
作曲：Chevy Legato, Taku Goto, ES-PLANT
6. Hey What's Up? / 錦戸亮 - [4:41]
作詞・作曲：赤西仁, Zen Nishizawa
プロデュース：錦戸亮
  - 錦戸による赤西の楽曲のカバー
7. Point of Departure 〜International〜 / 赤西仁 - [2:23]
作詞：赤西仁, Chevy Legato, A-dream
作曲：錦戸亮
プロデュース：赤西仁
  - 赤西による錦戸の楽曲のカバー
8. Kingdom - [3:09]
作詞・作曲：赤西仁, Chevy Legato, ES-PLANT
9. Eve - [2:49]
作詞・作曲：赤西仁, Chevy Legato, Yo-Hey, ES-PLANT
10. Blue - [3:27]
作詞・作曲：赤西仁, NMR, ES-PLANT
11. Hey Girl / 赤西仁 - [3:00]
作詞：赤西仁, Josh
作曲：赤西仁, 錦戸亮
  - 通常盤ボーナス・トラック

### DVD/Blu-ray

#### 初回限定盤A
1. 「NO GOOD」 Music Video
2. 「THE MEN IN THE ARENA」 Movie
3. 「NO GOOD」&「THE MEN IN THE ARENA」 Making
4. N/A Interview Video

#### 初回限定盤B
1. "NO GOOD TV" Album Special Vol.1
2. "NO GOOD TV" Album Special Vol.2